# Mii Saki
Misaki Tanaka, que adotou o nome artístico de Mii Saki (Tóquio, 25 de março de 1956), é uma atriz, radialista, jornalista e pianista nipo-brasileira. Em alguns trabalhos, foi creditada como Misaki Tanaki.
Formada na Escola de Comunicações e Artes da USP, concluiu em 2010 doutorado em comunicação e semiótica pela Pontifícia Universidade Católica de São Paulo.
Começou a carreira de atriz em Macho e Fêmea, uma pornochanchada de 1974 dirigida por Ody Fraga, que a descobriu atuando como bailarina em um programa de auditório da TV Record.Em 1996, fez uma breve participação na telenovela O Rei do Gado.
Misaki participou como jurada no quesito Mestre-sala e porta-bandeira do Carnaval de São Paulo de 2025.

## Filmografia

### Cinema
| Ano  | Título                            | Personagem           | Notas                        |
| ---- | --------------------------------- | -------------------- | ---------------------------- |
| 1974 | Macho e Fêmea                     | Pirilampa            |                              |
| 1977 | Paixão e Sombras                  | —                    |                              |
| 1978 | O Prisioneiro do Sexo             | Japonesa             |                              |
| 1978 | A Força dos Sentidos              | Sueli                |                              |
| 1978 | O Bom Marido                      | Rosa                 |                              |
| 1978 | Reformatório das Depravadas       | Tamiko               |                              |
| 1978 | Ninfas Diabólicas                 | Moça da carona       |                              |
| 1979 | Sonhos de Vida                    | Operária             | Curta-metragem               |
| 1980 | O Fotógrafo                       | Adelaide             |                              |
| 1980 | Chapeuzinho Vermelho              | —                    | Creditada como Misake Tanaka |
| 1980 | Bacanal                           | —                    |                              |
| 1980 | Colegiais e Lições de Sexo        | Arrumadeira do motel |                              |
| 1980 | A Virgem e o Bem-Dotado           | —                    |                              |
| 1980 | O Inseto do Amor                  | Garota da Cela       |                              |
| 1980 | Gaijin - Os Caminhos da Liberdade | Suki                 |                              |
| 1981 | ...E a Vaca Foi Para o Brejo      | —                    |                              |
| 1981 | Duas Estranhas Mulheres           | Kim                  | Segmento: "Eva"              |
| 1981 | A Noite das Depravadas            | Moça da boate        |                              |
| 1981 | O Império do Desejo               | Repórter             |                              |
| 1988 | Fogo e Paixão                     | Sra. Kaneko          |                              |
| 1991 | Sua Excelência, o Candidato       | Naguinata            |                              |
| 2003 | Garotas do ABC                    | Senhora              |                              |
| 2013 | Batchan                           | Setsuko              | Curta-metragem               |
| 2018 | PRO                               | Cliente              | Curta-metragem               |